# Anggello Machuca
Anggello Machuca (sinh ngày 14 tháng 9 năm 1984) là một cầu thủ bóng đá người Paraguay thi đấu ở vị trí tiền vệ.